# Pejo Šimić
Pejo Šimić (Foča kraj Dervente, 15. srpnja 1952.), hrvatski i bosanskohercegovački književnik.

## Životopis
Pejo Šimić rođen je 15. srpnja 1952. godine u selu Foči kraj Dervente. Osnovnu je školu pohađao u rodnoj Foči i susjednom Johovcu, gimnaziju u Rijeci, a potom se vratio u rodni kraj.     
Još kao srednjoškolac objavljivao je pjesme u desetak listova u BiH i Hrvatskoj, a priznanjem Republike Hrvatske i učestalije, tako da je objavljivao u Večernjem listu, Glasu Koncila, Hrvatskom slovu, Malom koncilu, Vijencu, Maruliću, Književnoj reviji, Posavskoj Hrvatskoj, Velebitu, Svjetlu riječi, Imotskoj krajini, Usori, Jeci zavičaja, Zovu Srijema, Zatvoreniku, Hrvatskom vjesniku, Požeškoj kronici, Posavskom glasniku, Derventskom listu, Dometima, Osvitu, Bakarskim zvonima, Hrvatskom fokusu, Susretima, Češkoj Jednoti, Slovačkom Pramenu, Makedonskom Zenitu, Hrvatskom listu, Tomislavu te u četrdesetak zbornika i monografija. Za svoja djela više puta je na pjesničkim manifestacijama osvajao prve i druge nagrade. Njegova pjesma Ne daj se Ukrajino prevedena je na mađarski, češki, njemački, talijanski slovački, poljski makedonski jezik. Član je Društva hrvatskih književnika Herceg Bosne.
Nije ga obeshrabrio gubitak doma i zavičaja. Šimić počinje surađivati s Hrvatskim kulturnim društvom Napredak, Imotskom krajinom te ograncima Matice hrvatske: Imotski, Posušje, Rijeka, Split, Požega, Slavonski Brod, Grude, Kutina i Osijek. Društvom pisaca Sjeverne Makedonije i Poljske. Inicijator je četiri pjesničke manifestacije domoljubne poezije.
Suautor je s profesorom Đurom Vidmarovićem prvog leksikona Hrvatskih pisaca i izvornjaka Bosanske Posavine.
Dvije Šimićeve zbirke, nikada neće ugledati svjetlo dana. Raspeta Hrvatska zaplijenjena je 1971. godine, a Posavski vidici su spaljeni 1992. godine u Foči, zajedno s roditeljskom kućom.

## Djela
- “Zov Hrvata bosanskog Posavlja” (Zagreb, 1992/1993. četiri dopunjena izdanja) [knjiga]
- “Zemljo moja” (Zagreb, 1993.) [knjiga]
- “U vrtlogu sna” (Zagreb, 1994.) [knjiga]
- “Suza na zgarištu" (Rijeka, 1995.) [knjiga]
- “Čežnja: Pjesme duše moje” (Zagreb, 1996.) [knjiga]
- “Dah sudbine” (Zagreb, 1997.) [knjiga]
- “Vapaji” (Zagreb, 1999.) [knjiga]
- “Licem u lice” (Zagreb, 2001.) [knjiga]
- “Između svjetla i tame” (Imotski, 2009.) [knjiga]
- “Olujna vremena” (Rijeka, 2011.) [knjiga]
- “Duša mi gori” (Split, 2013.) [knjiga]
- “Sve moje ljubavi” (Imotski, 2018.) [knjiga]
- “Spoznaja” (Rijeka, 2018.) [knjiga]
- “U njedrima nade” (Rijeka, 2019.) [knjiga]
- “Nebeske vibracije“ (Osijek, 2021.) [knjiga]
- “Ranjena zemlja“ (Rijeka, 2021.) [knjiga]
- “Hvalospjev ljubavi“ (Zadar, 2022.) [knjiga]
- “Čovječe, prizemlji se“ (Osijek, 2024.) [knjiga]
- “Kap ljubavi“ (Osijek, 2025.) [knjiga]

## Nagrade
Književna nagrada „Donat“ – Zadar, 2019.
Stijeg Slobode druga nagrada – Knin, 2019.
Prva nagrada na pjesničkoj manifestaciji Memento Poetica Vukovar, Škabrnja,  Split 2020.
Stijeg Slobode druga nagrada – Knin 2020.
Književna nagrada Vukovarski vodotoranj za promicanje domoljubnog stiha  Vukovar 2021.
Književno Pero za najbolju zbirku pjesama – Nebeske Vibracije, Rijeka 2021.
Prva nagrada - Rasplamsajmo oluje u pjesmi i srcu – Split, Zeljovići, 2021.
"Stijeg slobode – stina pradjedova“ za književni doprinos – Knin, 2021.
Plaketa za doprinos književnosti Bosanske Posavine – Zagreb. 2021.
Prva nagrada na pjesničkoj manifestaciji Bljesak Slobode – Okučani 2022.
Nagrada Književno pero za zbirku pjesama „Hvalospjev ljubavi“, Zadar, 2022.
Nagrada Općine Okučani za 2022. godinu za doprinos duhovnom i domoljubnom stihu
Nagrada Jean Mihaele Nicolier za promicanje domoljubnog stiha, Vukovar, 2022.
Književna nagrada „Joja Ricov“ za 2023. – Kali – Ugljan.
Nagrada Društva pisaca Poljske za 2023. Za oryginalna tvorezošć i wspotprace z polskimi pisorzami
Plaketa Croatio srce iz njedara za promicanje domoljubne poezije, Zagreb, 2024.
Plaketa Zlatno pero, književna nagrada za 2024. godinu, Rugvica 2024.
Plaketa za doprinos očuvanju sjećanja na žrtve Domovinskog rata – Zagreb, 2024.
Povelja general bojnik BLAGO ZADRO – Zagreb 2024.
Plaketa Mc Annorum Regni Croatici – Zagreb  2025.
Prva nagrada "Stijeg slobode" na pjesničkoj manifestaciji u Kninu - Knin 2025.

## Značajnije uglazbljene pjesme
Tridesetak Šimićevih pjesama je i uglazbljeno, a najveći uspjeh doživjele su pjesme "Svi su moji Božići u Bosni" u izvodbi Borisa Ćire Gašparca koju je uglazbio Nikica Kalogjera, a aranžman napravio dr. Zvonimir Tolj te pjesma Hercegovko, Hrvatice na kojoj je radio isti tim. Šimićeve pjesme osim Borisa Ćire Gašparaca pjevali su Antonio Zadro, Dražen Kurilovčan i nekoliko izvornih grupa iz Bosanske Posavine.

## Rekli su o Šimiću
U Šimićevoj poeziji zrcali se Kačićeva jednostavnost, Prešernovo ljubovanje, Kranjčevićeva sentimentalnost, te Matošev bunt, prkos i domoljublje. Marija Matošić, prof. iz recenzije zbirci “Dah sudbine”
Najsrdačniju riječ zaslužuje svaki stih, svaka pjesma što jača, hrabri hrvatsko srce na otpor, što razvihoruje hrvatske pobjedničke čvrstine. Pejo je birao najbliže svome zamišljenom čitatelju. Posrećilo mu se. Izazvao je veliku pozornost. dr. Vlado Pandžić iz recenzije zbirci “Zov Hrvata bosanskog Posavlja”
Šimić pjeva glasom naroda. Riječi su mu ljekovite, one su hrana istini za djecu našu koja će im otvarati oči. Šimićeve su pjesme plodonosne poput Posavlja, iz njih mogu niknuti nova nadahnuća, nova snaga, novi zanos i bunt u sinovima koji dolaze. dr. Anto Kovačević iz recenzije zbirci "Zemljo moja"
O Peji Šimiću se mora govoriti. Mora se govoriti o njegovoj poeziji, o posebnosti te poezije, a ponajprije se mora govoriti o podneblju i ljudima koji su temelj i okosnica njegovih pjesama, a to znači govoriti o nama samima, o našoj prošlosti, o našoj budućnosti. Što se tiče njegovih ljubavnih pjesama, svojim sonetima Katarini moglo bi se reći vraća nas u Prešernova vremena. Mr. Ivan Markešić iz recenzije zbirci "Čežnja"
Sve su Pejine pjesme u ovoj zbirci svojevrsna molitva da ne ostane ovako kao što je sada. Zbirku počinje s Bogom i završava s Bogom. Uvjeren je da je njegov Bog, Bog slobode, pravde, ljubavi i pravednog mira. Pejo moli kroz pjesmu, molitveno pjeva. On je živi dokaz da je “anima croatica secundum naturam religiosa (hrvatska je duša po svojoj prirodi pobožna) O. dr. Vjekoslav Lasić, dominikanac iz recenzije zbirci “Čežnja”
Stih Peje Šimića je krik i glas vapijućeg u pustinji. On poput Ivana Krstitelja upućuje oštar prijekor, kako onima koji nas htjedoše uništiti, tako i svim bezobzirnim drznicima koji govore da ljube cijeli svijet, a glavu okreću od vlastite majke. publicist Ilija Zirdum iz recenzije zbirci “Dah sudbine”
Pjesme Peje Šimića obuhvaćaju prostor cijelog hrvatskog etnikuma – Hrvatske i Bosne i Hercegovine, i na njemu strahovita ratna zbivanja i sudbine ljudi. Pjesnikova “Suza na zgarištu” je i suza hrvatskog naroda, svih onih čiji je dom ruševina i zgarište, a u tome se i očituje lirsko obilježje njegove poezije. prof. dr. Veronika Banaš iz recenzije zbirci “Suza na zgarištu”
Šimić nudi ljepotu spoznaje da je, uz čuvanje obraza svog i svojeg naroda, ljubav, koja nas čini sretnicima ili nesretnicima, vitezovima ili slugama, ljepotanima ili nakazama, najvredniji razlog istinskog čovjekovog postojanja. Krunoslav Šarić, glumac u zbirci "Vapaji"
Pejo Šimić je u Hrvata dokazani pjesnik svojim mnogobrojnim objavljenim zbirkama. Već u djetinjstvu opterećen gubitkom rodnoga doma, protjeran, ucviljene duše pati za rodnom Posavinom, ali nosi tvrde gene hercegovačkih korijena pa se ne da slomiti, nego prihvaća cijelu Lijepu Našu kao svoju rodnu grudu, a svoj hrvatski narod i njegov jezik kao svoj u svim dijalektima. Njegova velika pjesnička duša grli sveukupni hrvatski korpus. dr. sc. Vlado Nuić iz recenzije zbirci “Duša mi gori”
Antologija Šimićeva novijeg pjesništva svjedočanstvo je o iznimno plodnom i osebujnom autoru čiji ga je životni usud uzdigao na svehrvatska obzorja: nisu mu dali da bude prorokom u svom rodnom selu u bosanskoj Posavini, hrvatskoj Foči nadomak Save (za razliku od poznatije Foče na Drini) koju je proslavio stihom u izbjeglištvu, svi hrvatski gradovi mu postaše drugi dom, jedan je od rijetkih peroljuba koji pjeva na sva tri hrvatska jezična izričaja, spaja dvije hrvatske domovine (Hrvatsku i BiH), učvršćuje veze hrvatskog sjevera i juga… Njegovo pjesništvo je razapeti križ između obaju obala Save, sela i metropole, Markova trga i Pantovčaka, Jadrana i Slavonije, svehrvatska knjiga između korica srca i uma, zemlje i neba…Mladen Vuković, književnik i publicist iz recenzije zbirci “Sve moje ljubavi”
Pisac ovih redaka s velikim odobravanjem je prihvatio novi pjesnički iskorak Peje Šimića. On se potvrđuje kao pjesnik visokih dometa. U žanru kršćanske transcendencije na tragu je naših velikih pjesnika kao što su Đuro Sudeta, Drago Čondrić, Anka Petričević i Ljerka Mikić. Osim toga, treba istaknuti još jednom hrabrost koju je Šimić iskazao odlukom o napuštanju vrlo popularnog poetskog diskursa kojim je ispunio svoje dosadašnje knjige i prebaciti se na nešto zahtjevnije, sažetije i transcendentnije poetske sadržaje. Profesor Đuro Vidmarović, član Društva hrvatskih književnika, veleposlanik u miru iz recenzije zbirci "Kap Ljubavi" 